# Cantó de Sant Seren
El cantó de Sant Seren és un cantó francès del departament de l'Òlt, situat al districte de Fijac. Té 14 municipis i el cap és Sant Seren.

## Municipis
- Altoire
- Banas
- Fraissinhas
- La Tolha e Lentilhac
- Laubreçac
- Mairinhac de l'Entorn
- Sanhas
- Sant Seren
- La Ginèsta
- Sent Joan Lespinassa
- Sent Laurenç de las Tors
- Sant Miard de Presca
- Sent Pau de Vèrn
- Sant Vincenç

## Història
| Data d'elecció                           | Identitat         | Partit | Qualitat |
| ---------------------------------------- | ----------------- | ------ | -------- |
| 1976-1982                                | Bernard Martignac | PS     |          |
| 1982-2008                                | André Boyer       | PRG    |          |
| 2008-                                    | Pierre Destic     |        |          |
| les dades anteriors no són pas conegudes |                   |        |          |
|                                          |                   |        |          |

## Demografia
| 1962  | 1968  | 1975  | 1982  | 1990  | 1999  | 2006  |
| ----- | ----- | ----- | ----- | ----- | ----- | ----- |
| 6.433 | 7.173 | 7.208 | 7.462 | 7.525 | 7.413 | 7.536 |